# Aktywność słoneczna

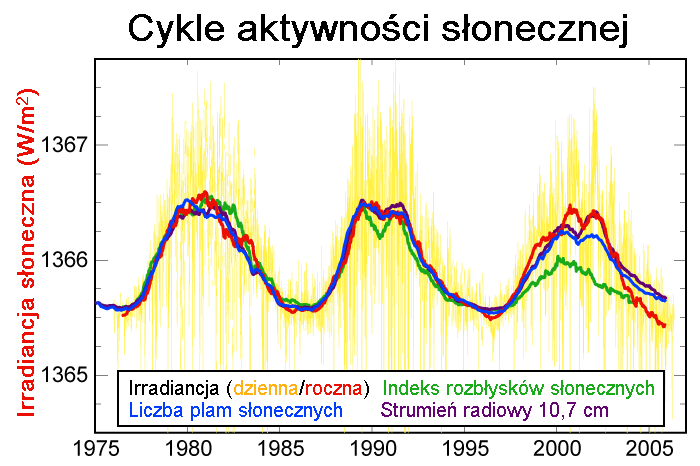
Aktywność słoneczna w latach 1976–2006.
Oznaczenia wykresów: Irradiancja (dzienna/roczna), Plamy słoneczne, Rozbłysk słoneczny, Strumień radiowy 10,7 cm.

Aktywność słoneczna – zmiany zachodzące w atmosferze Słońca, powodujące fluktuacje poziomu emitowanego przez gwiazdę promieniowania elektromagnetycznego, w tym światła, które dociera do Ziemi (zob. stała słoneczna) oraz strumienia cząstek naładowanych, wysyłanych przez Słońce w postaci tzw. wiatru słonecznego. Powoduje zmiany liczby i rozmieszczenia plam słonecznych oraz pochodni na poziomie fotosfery, rozbłysków i protuberancji obserwowanych na tle chromosfery, a także koronalnych wyrzutów masy powstających w koronie słonecznej.
Jasność Słońca monitorowana jest poprzez satelity – SORCE oraz TIMED (Thermosphere Ionosphere Mesosphere Energetics and Dynamics). Laboratoria te mierzą całkowitą irradiancję Słońca (stałą słoneczną), a także rejestrują aktualne zmiany w widmie gwiazdy. Także z tych pomiarów wynika, że emisja promieniowania w zakresie ultrafioletu zmienia się w widoczny sposób w różnych fazach cyklu jedenastoletniego, zaś sumaryczna ilość emitowanego promieniowania zmienia się o około 0,1% stałej słonecznej, której wartość średnia jest równa 1366,1 W/m².

## Cykl aktywności słonecznej
Podstawowy okres zmian aktywności słonecznej wynosi średnio około 11 lat, zaś najbardziej popularną miarą tej zmienności jest tzw. liczba Wolfa, opisana wzorem
{\displaystyle R=(10g+p)k,}
gdzie:
{\displaystyle R} – liczba Wolfa,
{\displaystyle p} – łączna liczba plam obserwowanych na widocznej półsferze Słońca,
{\displaystyle g} – obserwowana w tym samym czasie liczba grup plam,
{\displaystyle k} – współczynnik zależny od użytego instrumentu, służący do porównywania wyników różnych obserwatoriów.
Obszar występowania plam, określony przez szerokość heliograficzną, przedstawia się na tzw. diagramie motylkowym. Zakres, gdzie plamy są widoczne, pozwala oszacować aktualną fazę cyklu.
Co około jedenaście lat, w czasie minimum słonecznej aktywności, rozpoczyna się nowy cykl słoneczny, który osiąga maksimum od 3 do 5 lat później. Następnie aktywność maleje przez około 6–7 lat aż do rozpoczęcia kolejnego cyklu słonecznego. W pobliżu maksimum cyklu na Słońcu występuje duża liczba plam.

## Historia
Aptekarz Samuel Heinrich Schwabe w 1844 roku opublikował swoje spostrzeżenie dotyczące zmieniającej się cyklicznie, co około 10 lat, łącznej liczby grup plam słonecznych. Prowadzone później przez Szwajcara Rudolfa Wolfa systematyczne obserwacje Słońca potwierdziły istnienie zjawiska cyklu słonecznego. Wolf badał archiwalne zapisy i wnioskował o cyklach słonecznych wstecz aż do roku 1610, kiedy to zaczęto stosować lunetę do obserwacji astronomicznych. Pierwszy w miarę kompletny cykl udało mu się jednak zrekonstruować dopiero dla obserwacji wykonanych w latach 1755–1766. Okres ten nazywany jest od tamtego czasu cyklem słonecznym numer 1.

## Wpływ Słońca na otoczenie Ziemi
W wyniku badań zmian obfitości izotopu węgla 14C przedstawiono hipotezę okresowych absolutnych minimów liczby plam słonecznych. Przedostatnie takie maksimum radiowęglowe przypadło na lata 1650–1715, czyli na czas tzw. minimum Maundera. W zapisach powstałych w czasie późniejszego minimum Daltona stwierdzono jednak jedynie mniejsze liczby plam w maksimach, a nie zupełny ich brak.
W czasie maksymalnej aktywności zwiększa się nieznacznie wartość stałej słonecznej, choć wizualna jasność Słońca może być okresowo mniejsza ze względu na obecność na poziomie fotosfery rozbudowanych grup ciemnych plam, o temperaturze niższej o około 1500 stopni od pozostałych obszarów na tarczy.
W tym samym czasie wzrasta również temperatura atmosfery Ziemi (w troposferze o około 0,1 K, zaś 50 km wyżej, w stratosferze, o około 1 K, a na wysokości 500 km o 400 K). W fazie dużej aktywności Słońca zmniejsza się również o kilka procent całkowita koncentracja ozonu w atmosferze Ziemi – wskutek aktywności rozbłyskowej.
Porozbłyskowe zaburzenia magnetyzmu ziemskiego, które są wówczas znacznie częstsze, mogą istotnie zmieniać koncentrację elektronów, jak również całkowitą liczbę tych cząstek w jonosferze, czyli do wysokości 1000 km. Może to powodować znaczny błąd pomiaru przy użyciu danych satelitów systemu GPS, gdy używać jedynie jednej częstotliwości (ale dzięki temu można też wyznaczać wartość kolumnowej gęstości elektronów w jonosferze). Niektóre obserwacje wykazują istnienie korelacji pomiędzy aktywnością słoneczną oraz zdrowiem.

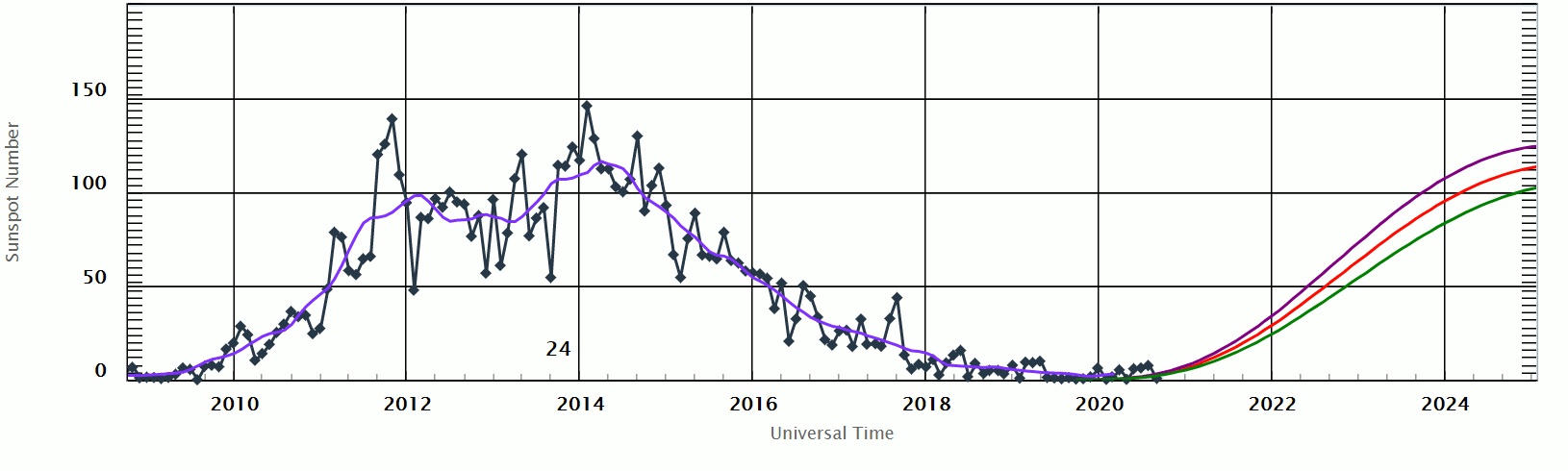
Liczba plam słonecznych podczas części 23. oraz 24. cyklu. Dane do września 2019 roku. (Kolory: czarny – wartości miesięczne, niebieski – wartości uśrednione, czerwony – prognoza.)

## 24. cykl słoneczny
Korzystając ze znanej średniej długości cyklu, oczekiwano, że liczba plam słonecznych zacznie rosnąć w roku 2005 i zapoczątkuje tym samym kolejny cykl aktywności słonecznej. Początek 24. cyklu przypadł jednak dopiero na styczeń 2009 roku, a moment ten wyznaczono na podstawie zmian wartości uśrednionej liczby Wolfa oraz skorelowanych z aktywnością słoneczną zmian wielkości strumienia promieniowania radiowego rejestrowanego na długości fali 10,7 cm.
Według kolejnych doniesień:
- W drugiej połowie 2006 roku przy pomocy satelity SOHO zaobserwowano plamę o innej niż w poprzednim cyklu biegunowości, zapoczątkowującą nowy cykl jedenastoletni. Jej wielkość była bardzo mała, ale niedługo potem ukazała się kolejna, o wiele większa plama, w której kilka tygodni po zaobserwowaniu rejestrowano częste rozbłyski słoneczne i wyrzuty masy.
- W styczniu 2008 roku aktywność magnetyczna Słońca zaczęła wzrastać[2].
- Aktywność Słońca, która jeszcze w pierwszej połowie 2010 roku utrzymywała się na niskim poziomie[3][4], wzrosła potem znacznie w czasie kilkunastu miesięcy.

Dobowa liczba Wolfa przekroczyła 200 w drugiej połowie 2011 roku, a podobnie liczne plamy pojawiły się w maju 2013 roku. W połowie listopada, po okresie mniejszej aktywności, gdy sięgała czasem kilkunastu, przekroczyła 270. W 2015 liczba plam na Słońcu znacznie się zmniejszyła, zapowiadając początek fazy minimum. W latach 2012–2015 zarejestrowano jedynie jeden dzień, gdy widoczna część tarczy Słońca pozostawała bez plam i dopiero w czerwcu 2016 roku plamy nie były widoczne przez jedenaście kolejnych dni. W 2016 roku takich dni było łącznie 32.

## 25. cykl słoneczny
Na przełomie lat 2017/2018 Słońce znajdowało się w fazie minimum cyklu, kończącym cykl 24 i zaczynającym nowy z numerem kolejnym. Oczekiwano pojawienia się plam na szerokościach heliograficznych około 40 stopni, wykazujących odwróconą polarność. Plamy te miały być potem obserwowane przez kilkadziesiąt miesięcy razem z grupami o niezmienionej polarności.
16 kwietnia 2018 doniesiono o pierwszej obserwacji plamy o zmienionej biegunowości pola magnetycznego, wskazującej na rozpoczęcie 25. cyklu słonecznego. Jednak NASA i NOAA ogłosiły we wrześniu 2020, że początek 25. cyklu słonecznego nastąpił w grudniu 2019.